# Gitara basowa bezprogowa

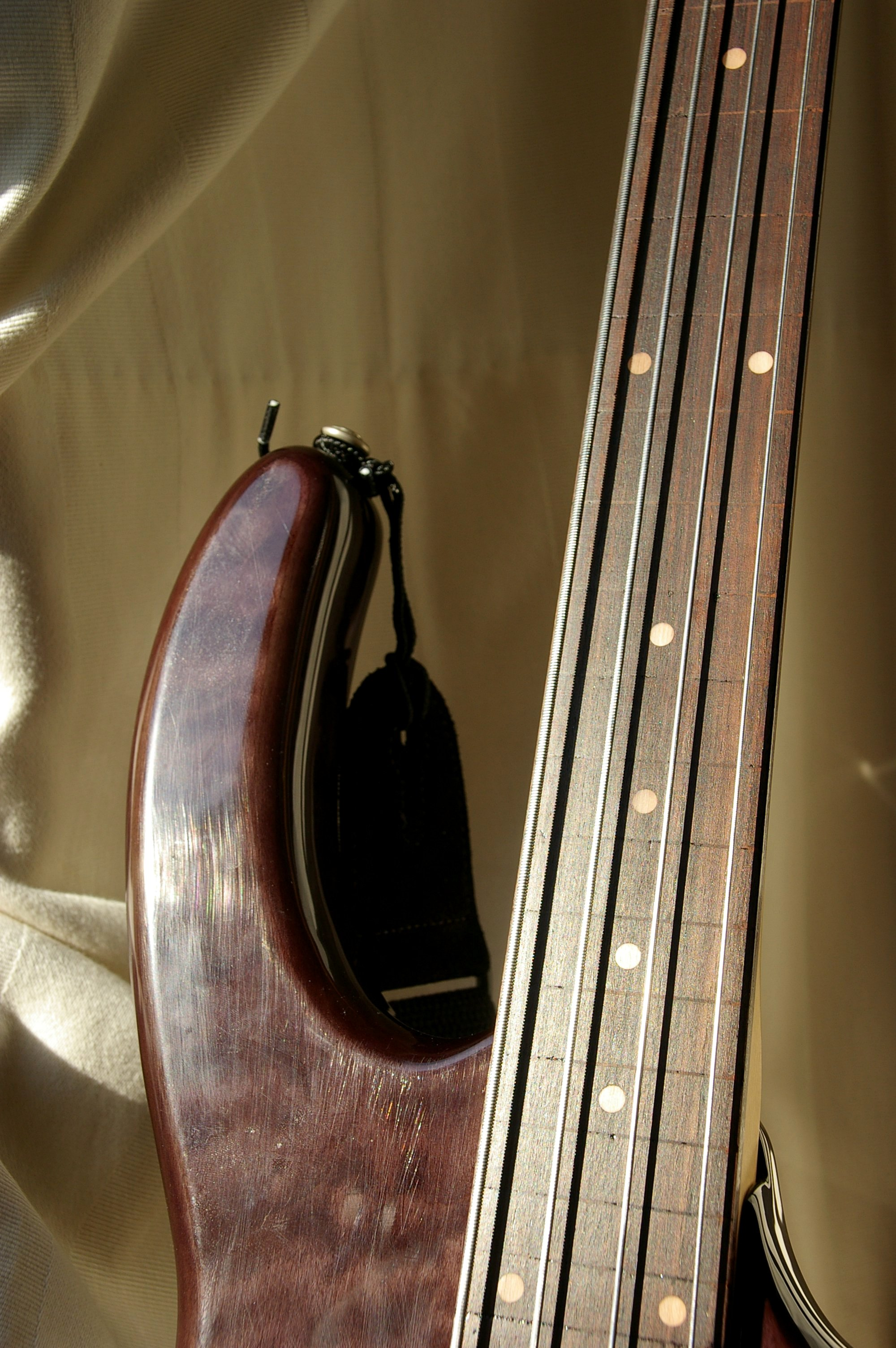
Gitara basowa bezprogowa

Gitara basowa bezprogowa (ang. fretless) – gitara basowa nieposiadająca progów, przez co wymaga od muzyka większych umiejętności technicznych niż „zwykła” gitara basowa – nawet minimalne przesunięcie palca przyciskającego strunę do gryfu, względem miejsca, w którym „normalnie” jest próg, powoduje wyraźnie słyszalny fałsz.
Bezprogowa gitara basowa, której brzmienie stosowane jest często np. w muzyce house czy jazzie, charakteryzuje się niższą niż tradycyjna gitara basowa zawartością wysokich tonów składowych, co spowodowane jest brakiem progów. Stąd fretless wykorzystywany jest częściej niż bas z progami w tych nagraniach i kompozycjach, w których występują również instrumenty smyczkowe.
Gitara bezprogowa dostarcza muzykowi wielu niedostępnych na progowej wersji możliwości ekspresji, takich jak określane mianem „płaczącego” portamento.
Za twórcę bezprogowej gitary basowej uchodzi Bill Wyman, gitarzysta basowy grupy The Rolling Stones, który pierwszy model wykonał domowymi sposobami. Był także pierwszym muzykiem, który grał na takiej gitarze.